# Kim Su-an
Dans ce nom coréen, le nom de famille, Kim, précède le nom personnel.
Pour les articles homonymes, voir Kim.
Kim Su-an (en coréen : 김수안 (hangul), née le 27 janvier 2006 en Corée du Sud, est une actrice sud-coréenne.

## Biographie
Kim Su-an fait ses débuts dans l'industrie du divertissement à l'âge de cinq ans et a depuis joué dans des films et des séries télévisées, obtenant une reconnaissance internationale grâce à son rôle dans le film Dernier train pour Busan (2016).

## Filmographie

### Au cinéma
- 2013 : Sprout (Kong-na-mul)
- 2014 : Mad Sad Bad (Sin-chon-jom-bi-ma-hwa) : Soo-Min (segment Picnic)
- 2014 : Gyeongju : Little kid
- 2015 : Female Warrior: Memories of the Sword (Hyeomnyeo: Kar-ui gi-eok) : Goo-Seul
- 2016 : Love, Lies (Haeuhhwa) : So-yul (young)
- 2016 : Dernier train pour Busan (Busanhaeng) : Soo-an
- 2017 : The Mayor (Teukbyeolsimin) de Park In-je :
- 2017 : Battleship Island : So-hee
- 2017 : Along With The Gods : Taesan
- 2019 : A Little Princess : Gong-joo

Prochainement
- 2023 : Project Silence (탈출: Project Silence) de Kim Tae-gon : Cha Kyeong-min